# 長良橋通り

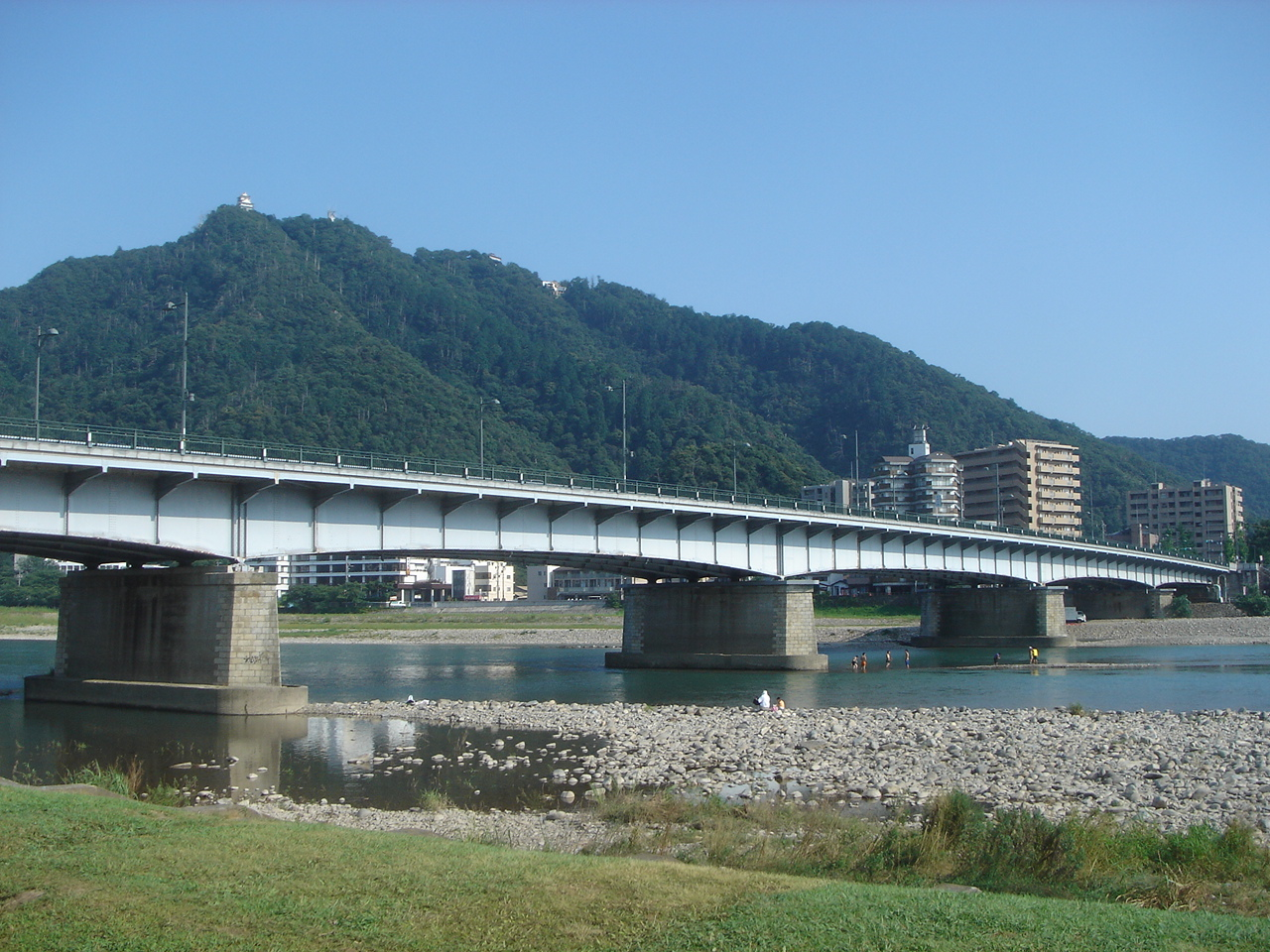
名前の由来となった「長良橋」

長良橋通り（ながらばしどおり、ながらばしとおり）とは、岐阜県岐阜市のJR岐阜駅を起点とし、長良橋を経由して長良地区に至る国道157号と国道256号の総称である。岐阜市中心部を南北に横断する「金華橋通り」「忠節橋通り」と並ぶ三大通りのひとつである。

## 沿革
1988年に岐阜市でぎふ中部未来博が開催された。その前年、岐阜市は遠方から訪れる人に優しい街づくりを進める過程で、それまで通称しかなかった道路に、誰にでも分かりやすい名称を付けることとした。名称を募集し選考の結果、現在の名称に決定した（ほか同じように「金華橋通り」「忠節橋通り」も命名されている）。
しかし現在でも路線中の岐阜市中心部である神田町を通る部分はそれまで呼ばれていた「神田町通り」と呼ばれることが多く、「長良橋通り（神田町通り）」の様に注釈が入った表記が目立つ。
1988年までは長良北町以南の道路中央に名鉄岐阜市内線が走っていた。また、1960年までは長良北町以北にも専用軌道で名鉄高富線が走っていた。

## 沿線

### 公共
- 名鉄岐阜駅
- 岐阜公園
- 岐阜市歴史博物館

### 神社仏閣
- 伊奈波神社
- 円徳寺

### その他
- 岐阜放送
- 岐阜新聞本社
- 岐阜信用金庫本店
- 十六銀行本店

## 別名
- 神田町通り
- 高富街道：長良橋以北で呼ばれることが多い。

## 交差する通り
- 加納中通り
- 岐阜東西通り
- 柳ヶ瀬通り
- 伊奈波通り